# Gammarelli

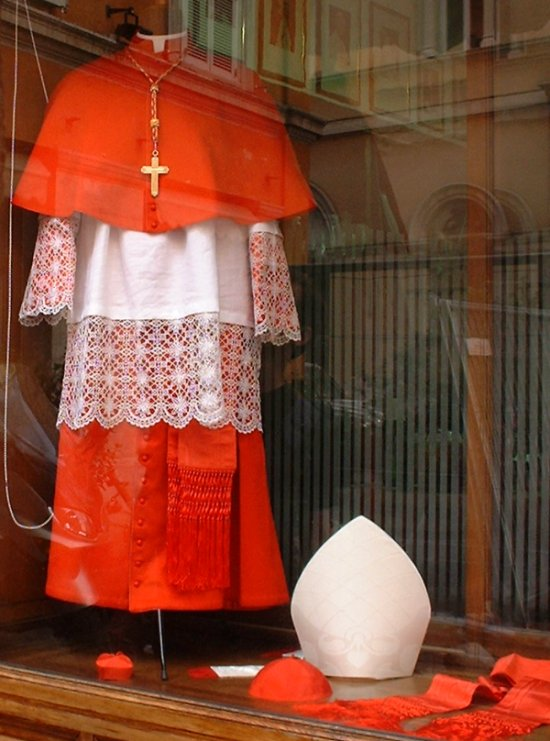
Szaty kardynalskie na wystawie sklepu Gammarelli

Gammarelli – włoski zakład krawiecki znajdujący się w Rzymie przy via Santa Chiara 34, zajmujący się projektowaniem i szyciem szat dla duchownych, znany z wykonywania usług dla papieży. 
Zakład krawiecki i sklep należą od 1798 roku do rodziny Gammarelli. W księgach można odnaleźć wymiary wszystkich papieży z ostatnich 200 lat. Firma Gammarelli to najstarszy tego typu zakład na świecie. Przed konklawe Gammarelli przygotowują trzy zestawy szat papieskich w trzech rozmiarach, aby nowy papież miał je na pierwsze wystąpienie. 
12 lipca 2016 zmarł senior rodu, współwłaściciel i wieloletni kierownik firmy Annibale Gammarelli.